# Museu de Arte Contemporânea de Niterói

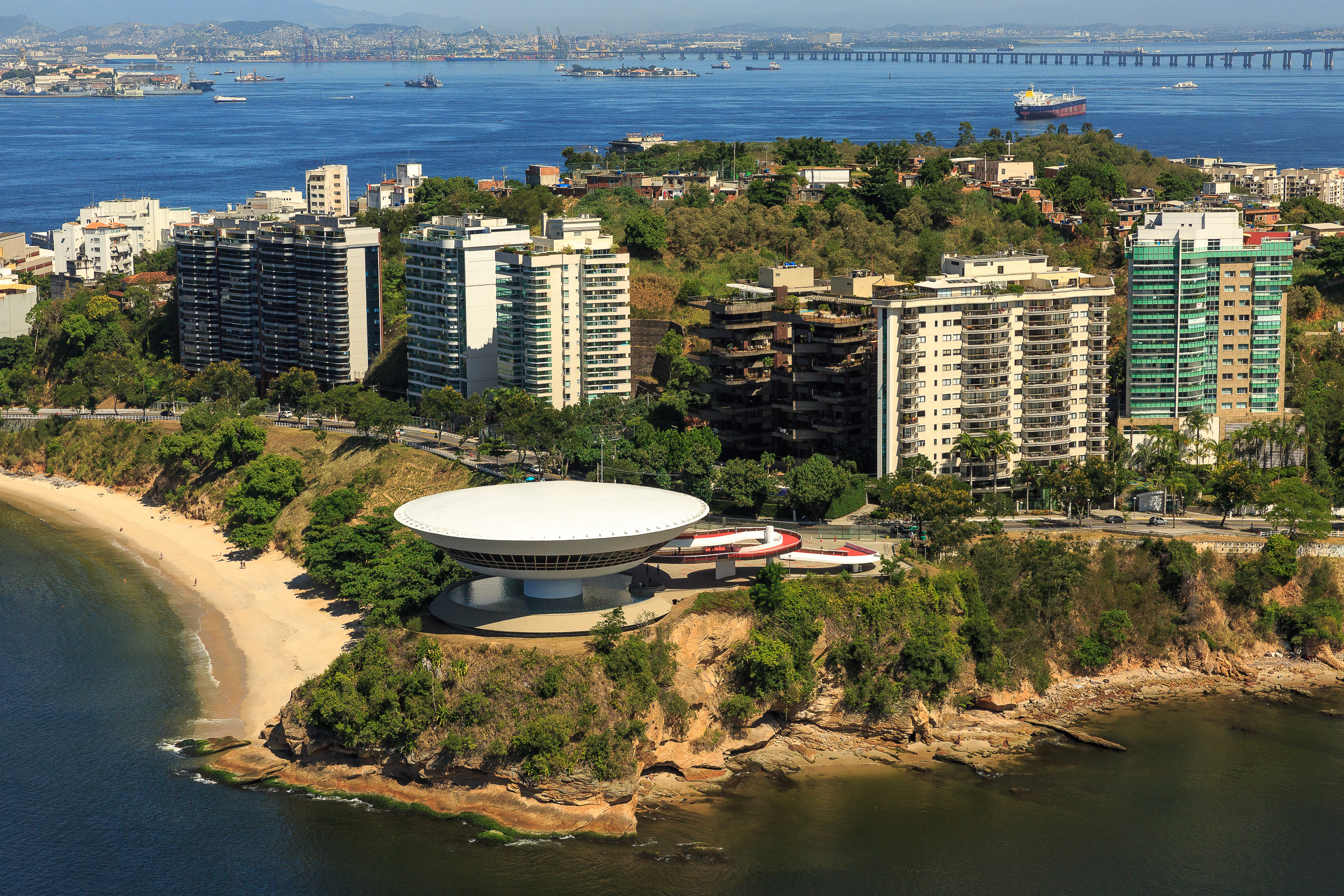
Luftaufnahme des MAC mit Guanabara-Bucht

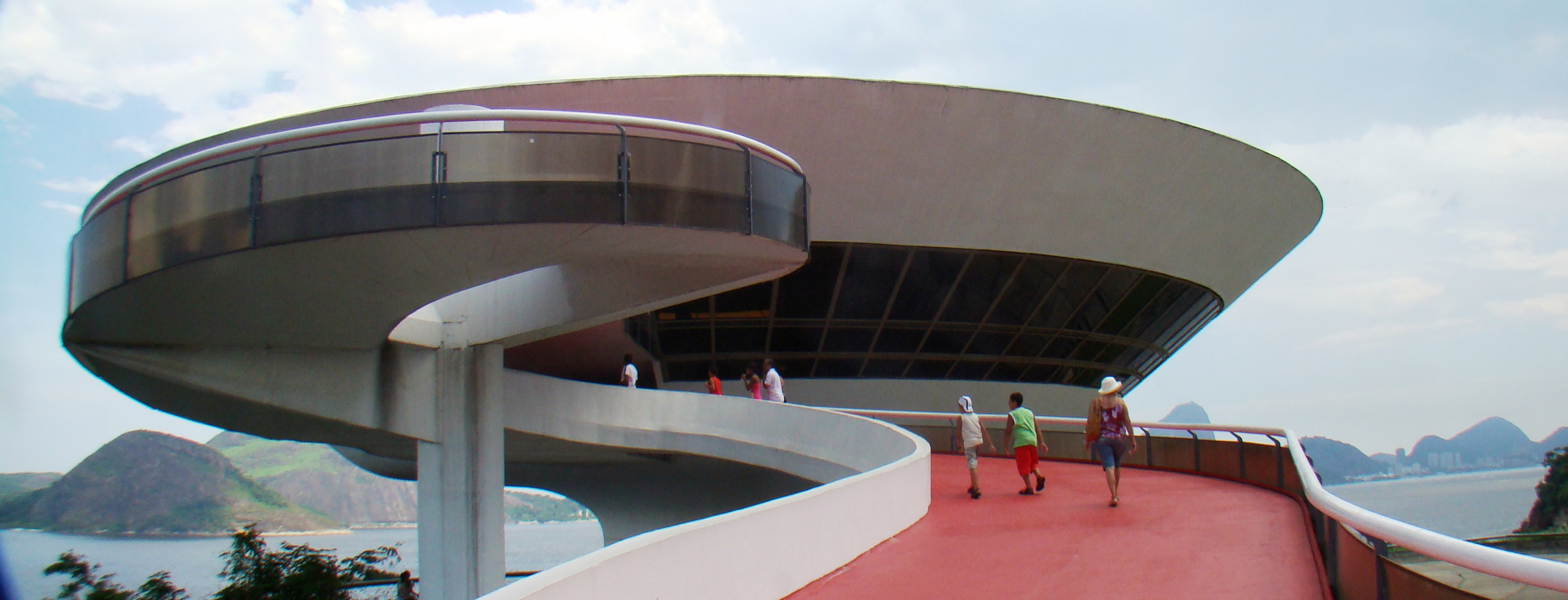
Eingangsrampe zum Museum

Das Museu de Arte Contemporânea de Niterói (MAC) ist ein Museum für zeitgenössische Kunst in der brasilianischen Stadt Niterói in direkter Nähe zu Rio de Janeiro.
Das von dem brasilianischen Architekten Oscar Niemeyer mit Hilfe des Ingenieurs Bruno Contarini entworfene Gebäude wurde 1996 nach fünfjähriger Bauzeit fertiggestellt. Direkt an der Küste oberhalb eines Felsens steht die zylindrische, neun Meter im Durchmesser fassende Basis in einem ebenfalls zylindrischen Wasserbecken. Das darauf ruhende eigentliche Gebäude hat eine Höhe von 16 m und einen Durchmesser von 50 m und erinnert mit seiner Form an den Fuß eines Atompilzes oder an ein UFO. Zum Eingangsbereich im ersten Stock des Gebäudes schlängelt sich eine große Rampe mit rotem Bodenbelag. Das insgesamt vier Stockwerke hohe und 2.500 m² Platz bietende Museum ist ausgestattet mit Ausstellungsflächen und Galerien, aber auch mit einem Restaurant und einem Hörsaal. Die im Winkel von 40° angebrachten Fenster bieten einen Blick auf Rio de Janeiro, dessen Wahrzeichen den Zuckerhut, sowie auf die Bucht von Guanabara und Niterói selbst.

## Bestand

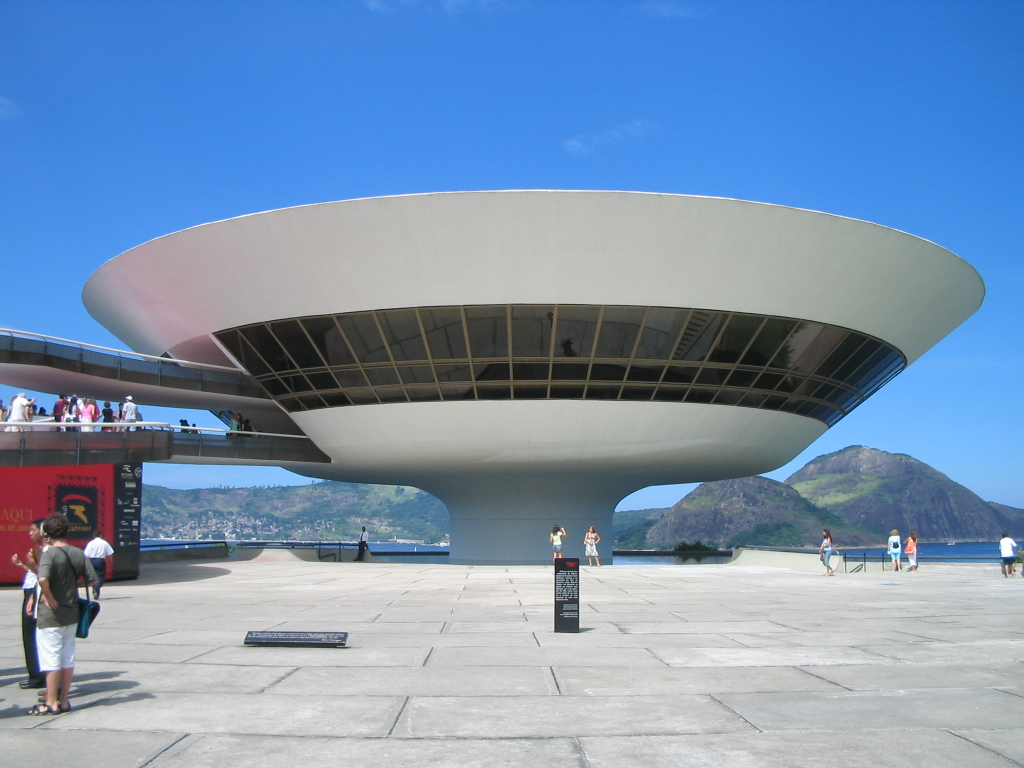
Das Museum für zeitgenössische Kunst in Niterói

Zum Bestand des Museums für Zeitgenössische Kunst von Niterói gehören heute die ca. 1.200 Werke umfassende Sammlung João Sattamini und die wesentlich kleinere Sammlung des MAC von rund 370 Kunstwerken, die überwiegend von Künstlern gestiftet wurden, die im Museum ausgestellt worden sind. 
Die Sammlung Sattamini besteht u. a. aus Werken von: Abraham Palatnik, Aluísio Carvão, Amilcar de Castro, Antonio Dias, Antonio Manuel, Artur Barrio, Carlos Vergara, Cildo Meireles, Daniel Senise, Farnese de Andrade, Flavio-Shiró, Frans Krajcberg, Franz Weissmann, Hélio Oiticica, Iole de Freitas, João Carlos Goldberg, Jorge Duarte, Jorge Guinle, José Maria Dias da Cruz, Luiz Alphonsus, Lygia Clark, Lygia Pape, Mira Schendel, Raymundo Colares, Roberto Magalhães, Rubens Gerchman, Tomie Ohtake, Tunga, Victor Arruda und Waltércio Caldas.

## Weitere Aktivitäten
Neben den Sammlungen gibt es regelmäßig Wechselausstellungen verschiedener nationaler aber auch internationaler Künstler. Zusätzlich werden Workshops über unterschiedlichen Themen angeboten, die sich an Schüler, Studenten, Lehrer und an ein allgemein interessiertes Publikum richten.
Im Hörsaal finden Filmpremieren statt und es existiert ein 'Cineclub' mit wechselndem Programm. Weiterhin finden Kongresse und kleinere Messen im MAC statt. Auf der Freiluftterrasse werden Kurse wie z. B. in Tai Chi angeboten.
In unregelmäßigen Abständen werden Publikationen zur hauseigenen Sammlung oder Monografien zu einzelnen Künstlern herausgegeben und es gibt eine öffentlich zugängliche Bibliothek.